# Уэйн, Би
Би Уэйн (англ. Bea Wain; 30 апреля 1917[…], Нью-Йорк, Нью-Йорк — 19 августа 2017, Беверли-Хиллз, Калифорния) — американская радио-персоналия и певица эпохи «Биг-бенда» и свинга.

## Биография
Беатрис Рат Уэйн родилась 30 апреля 1917 года в Бронксе (Нью-Йорк).
В 1938 году вышла замуж и стала вместе с мужем-радиоведущим работать на радиостанциях Нью-Йорка. В 1973 году пара переехала в Палм-Бич (Флорида), где работали на местных радиостанциях до 1982 года, после чего переехали в Беверли-Хиллз (Калифорния), где продолжили свою работу на радио, и Уэйн прожила здесь до конца жизни.
Би Уэйн скончалась от сердечной недостаточности 19 августа 2017 года в Беверли-Хиллз. Ей было 100 лет, 3 месяца и 19 дней. Похоронена на кладбище «Гора Синай».

### Личная жизнь
1 мая 1938 года, на следующий день после своего 21-го дня рождения (порог совершеннолетия в США в то время), Уэйн вышла замуж за 29-летнего радиоведущего Андре Баруха (1908—1991). Пара прожила в браке 53 года до самой смерти мужа, у них остались сын и дочь. Дочь назвали Бонни, сына — Уэйн. Уэйн занимался музыкальным и театральным бизнесом, его жена, Шелли, была малоизвестным театральным продюсером и кинематографистом. Муж Бонни, Марк, владел виноградниками в Северной Калифорнии, а также был основателем небольшого медицинского фонда.

## Певица
В 1937 году состоялась первая заметная музыкальная запись певицы с Арти Шоу, где её имя было указано как Beatrice Wayne, что в будущем привело к разногласиям относительно того, как же всё-таки правильно записывается фамилия певицы (по-русски оба варианта произносятся как Уэйн). Вскоре звукозаписывающая компания Уэйн сократило её имя с Беатрис до Би без согласия владелицы имени, якобы в целях освобождения места на плакатах, обложках и пр. Уэйн была возмущена этим поступком, но поделать ничего не смогла.
Би была лидером музыкальных групп Bea and the Bachelors (она и трое мужчин) и V8 (она и семеро мужчин). Работала с музыкантами Фредом Уорингом, Томми Дорси, Ларри Клинтоном. Первое выступление с Клинтоном состоялось у Уэйн летом 1938 года в казино Старингс-Глен-Айленд в городке Нью-Рошелл (штат Нью-Йорк). Они вместе исполняли ряд песен, наиболее успешными из которых оказались «Марта» и «Сердце и душа». В следующем году она получила признание от журнала Billboard и начала сольную карьеру. Она немедленно стала завсегдатаем музыкальной программы «Твой хит-парад», подписала контракт с лейблом RCA Records.
В профессиональном багаже певице имеется ряд песен, занимавших первые места хит-парадов: Cry, Baby, Cry, Deep Purple, Heart and Soul, My Reverie — последняя стала «визитной карточкой» певицы, этот сингл держался на вершине хит-парадов 1938 года в течение восьми недель.
7 декабря 1938 года Уэйн стала первой певицей исполнившей и записавшей песню Over the Rainbow, но киностудия Metro-Goldwyn-Mayer запретила выпускать этот сингл до премьеры «Волшебника страны Оз» (25 августа 1939 года), где «Над радугой» исполнила Джуди Гарленд, что вызвало волну негодования со стороны Уэйн.
Карьера Уэйн как певицы продолжалась недолго. После окончания работы с Ларри Клинтоном в 1939 году она больше практически не записывала песен, полностью посвятив себя работе на радио.

## Работа на радио
Дебют Уэйн на радио состоялся в шестилетнем возрасте в передаче «Детский час NBC». Повзрослев, она регулярно исполняла свои песни в передачах «Шоу Ларри Клинтона» (NBC, 1938), «Карусель по понедельникам» (NBC Blue, 1941—1942), «Серенада звёздного света» (Mutual, 1944), «Твой хит-парад» (NBC и CBS, 1950—1959).
Уэйн вместе с мужем вели собственную программу «Мистер и миссис Музыка» на станции WMCA (AM) в Нью-Йорке до 1973 года. Затем пара переехала в Палм-Бич (Флорида), где работали на местных радиостанциях до 1982 года, после чего переехали в Беверли-Хиллз (Калифорния), где продолжили свою работу на радио.